# Premio Goya per la miglior colonna sonora
Il premio Goya per la miglior colonna sonora (premio Goya a la mejor música original) è un premio cinematografico assegnato annualmente dall'Academia de las Artes y las Ciencias Cinematográficas de España a partire dal 1987 al compositore della miglior colonna sonora di un film di produzione spagnola uscito nelle sale cinematografiche nel corso dell'anno precedente.
Il plurivincitore, con ben dieci riconoscimenti, è Alberto Iglesias, seguito a quota sei da José Nieto.

## Albo d'oro
I vincitori sono indicati in grassetto, a seguire gli altri candidati.

### Anni 1987-1989
- 1987: Milladoiro - La metà del cielo (La mitad del cielo)
  - Xavier Montsalvatge - Dragón rapide
  - Emilio Arrieta - Il disputato voto del signor Cayo (El disputado voto del señor Cayo)
- 1988: José Nieto - Il bosco animato (El bosque animado)
  - Milladoiro - Divine parole (Divinas palabras)
  - Raúl Alcover - Gli invitati (Los invitados)
- 1989: Carmelo A. Bernaola - Pasodoble
  - Alejandro Massó - A peso d'oro (El Dorado)
  - Alejandro Massó - Remando nel vento (Remando al viento)
  - Bernardo Bonezzi - Donne sull'orlo di una crisi di nervi (Mujeres al borde de un ataque de nervios)

### Anni 1990-1999
- 1990: Paco de Lucía - Montoyas y Tarantos
  - Antoine Duhamel - La scimmia è impazzita (El sueño del mono loco)
  - Gregorio García Segura - Le cose dell'amore (Las cosas del querer)
  - José Nieto - Squillace (Esquilache)
  - Pata Negra - Bajarse al moro
- 1991: José Nieto - La cosa più naturale (Lo más natural)
  - Ennio Morricone - Légami! (¡Átame!)
  - Alejandro Massó - ¡Ay, Carmela!
- 1992: José Nieto - Il re stupito (El rey pasmado)
  - Alejandro Massó - Don Giovanni negli inferni (Don Juan en los infiernos)
  - Bernardo Bonezzi - Tutto per la pasta (Todo por la pasta)
- 1993: José Nieto - Il maestro di scherma (El maestro de esgrima)
  - Antoine Duhamel - Belle Époque
  - Alberto Iglesias - Vacas
- 1994: Alberto Iglesias - La ardilla roja
  - José Nieto - Intruso
  - Manolo Tena - Perché chiamarlo amore quando è solo sesso? (¿Por qué lo llaman amor cuando quieren decir sexo?)
- 1995: José Nieto - La passione turca (La pasión turca)
  - Manuel Balboa - Canción de cuna
  - Suso Sáiz - Il detective e la morte (El detective y la muerte)
- 1996: Bernardo Bonezzi - Nessuno parlerà di noi (Nadie hablará de nosotras cuando hayamos muerto)
  - Battista Lena - Il giorno della bestia
  - Carles Cases - Il perché delle cose (El porqué de las cosas)
- 1997: Alberto Iglesias - Tierra
  - José Nieto - Il cane dell'ortolano (El perro del hortelano)
  - Ángel Illarramendi - El último viaje de Robert Rylands
- 1998: Eva Gancedo - La buona stella (La buena estrella)
  - Simon Boswell - Perdita Durango
  - José Manuel Pagán - Tic tac
- 1999: Alberto Iglesias - Gli amanti del circolo polare (Los amantes del círculo polar)
  - Antoine Duhamel - La niña dei tuoi sogni (La niña de tus ojos)
  - Juan Bardem - Los años bárbaros
  - Pedro Guerra - Mararía

### Anni 2000-2009
- 2000: Alberto Iglesias - Tutto su mia madre (Todo sobre mi madre)
  - Ángel Illarramendi, Andrés Vázquez, Hugo Westerdahl e Gregorio Lozano - Cuando vuelvas a mi lado
  - Alejandro Amenábar - La lingua delle farfalle (La lengua de las mariposas)
  - Antonio Meliveo - Solas
- 2001: José Nieto - Sé quien eres
  - Nacho Mastretta, Carlos Jean e Najwa Nimri - Asfalto
  - Roque Baños - La comunidad - Intrigo all'ultimo piano (La comunidad)
  - Antonio Meliveo - Plenilunio
- 2002: Alberto Iglesias - Lucía y el sexo
  - José Nieto - Giovanna la pazza (Juana la Loca)
  - Alejandro Amenábar - The Others
  - Bernardo Bonezzi - Nessuna notizia da Dio (Sin noticias de Dios)
- 2003: Alberto Iglesias - Parla con lei (Hable con ella)
  - Roque Baños - 800 balas
  - Juan Bardem - A mia madre piacciono le donne (A mi madre le gustan las mujeres)
  - Víctor Reyes - En la ciudad sin límites
- 2004: Juan Bardem - Al sur de Granada
  - Santi Vega - Eyengui, el Dios del Sueño
  - Pablo Cervantes - Hotel Danubio
  - Juan Carlos Cuello - Valentín
- 2005: Alejandro Amenábar - Mare dentro (Mar adentro)
  - Ángel Illarramendi - Héctor
  - Roque Baños - L'uomo senza sonno (El maquinista)
  - Sergio Moure - Inconscientes
- 2006: Juan Antonio Leyva, José Luis Garrido, Equis Alfonso, Dayan Abad, Descemer Bueno, Kiki Ferrer e Kelvis Ochoa - Habana Blues
  - Eva Gancedo - La noche del hermano
  - Pablo Cervantes - Ninette
  - Roque Baños - Fragile - A Ghost Story (Frágiles)
- 2007: Alberto Iglesias - Volver
  - Roque Baños - Il destino di un guerriero (Alatriste)
  - Javier Navarrete - Il labirinto del fauno (El laberinto del fauno)
  - Lluís Llach - Salvador 26 anni contro (Salvador Puig Antich)
- 2008: Roque Baños - Le 13 rose (Las 13 rosas)
  - Carles Cases - Oviedo Express
  - Míkel Salas - Bajo las estrellas
  - Fernando Velázquez - The Orphanage (El Orfanato)
- 2009: Roque Baños - Oxford Murders - Teorema di un delitto (Los crímenes de Oxford)
  - Alberto Iglesias - Che - L'argentino (The Argentine)
  - Bingen Mendizábal - El juego del ahorcado
  - Lucio Godoy - Los girasoles ciegos

### Anni 2010-2019
- 2010: Alberto Iglesias - Gli abbracci spezzati (Los abrazos rotos)
  - Dario Marianelli - Agora
  - Roque Baños - Cella 211 (Celda 211)
  - Federico Jusid - Il segreto dei suoi occhi (El secreto de sus ojos)
- 2011: Alberto Iglesias - También la lluvia
  - Roque Baños - Ballata dell'odio e dell'amore (Balada triste de trompeta)
  - Gustavo Santaolalla - Biutiful
  - Víctor Reyes - Buried - Sepolto (Buried)
- 2012: Alberto Iglesias - La pelle che abito (La piel que habito)
  - Lucio Godoy - Blackthorn - Sin destino
  - Evgueni Galperine e Sacha Galperine - Eva
  - Mario de Benito - No habrá paz para los malvados
- 2013: Alfonso de Villalonga - Blancanieves
  - Julio de la Rosa - Grupo 7
  - Álex Martínez e Zacarías M. de la Riva - Le avventure di Taddeo l'esploratore (Las aventuras de Tadeo Jones)
  - Fernando Velázquez - The Impossible (Lo imposible)
- 2014: Pat Metheny - La vita è facile ad occhi chiusi (Vivir es fácil con los ojos cerrados)
  - Emilio Aragón - A Night in Old Mexico
  - Óscar Navarro - La mula
  - Joan Valent - Las brujas de Zugarramurdi
- 2015: Julio de la Rosa - La isla mínima
  - Roque Baños - El Niño
  - Pascal Gaigne - Loreak
  - Gustavo Santaolalla - Storie pazzesche (Relatos salvajes)
- 2016: Lucas Vidal - Nadie quiere la noche
  - Shigeru Umebayashi - La novia 
  - Alberto Iglesias - Ma ma
  - Santi Vega - El teatro de más allá. Chavín de Huántar
- 2017: Fernando Velázquez - Sette minuti dopo la mezzanotte (A Monster Calls)
  - Julio de la Rosa - L'uomo dai mille volti (El hombre de las mil caras)
  - Pascal Gaigne - El olivo
  - Alberto Iglesias - Julieta
- 2018: Pascal Gaigne - Handia
  - Alberto Iglesias - Il presidente (La cordillera)
  - Alfonso Vilallonga - La casa dei libri (La librería)
  - Chucky Namanera - Verónica

- 2019: Olivier Arson - Il regno (El reino)
  - Iván Palomares - En las estrellas
  - Manuel Riveiro e Xavi Font - Gun City (La sombra de la ley)
  - Alberto Iglesias - Yuli - Danza e libertà (Yuli)

### Anni 2020-2029
- 2020: Alberto Iglesias - Dolor y gloria
  - Arturo Cardelús - Buñuel - Nel labirinto delle tartarughe (Buñuel en el laberinto de las tortugas)
  - Pascal Gaigne - La trinchera infinita
  - Alejandro Amenábar - Mientras dure la guerra

- 2021: Maite Arrotajauregi, Aránzazu Calleja - Il Sabba (Akelarre)
  - Federico Jusid - El verano que vivimos
  - Bingen Mendizábal, Koldo Uriarte - Baby
  - Roque Baños - Adú

- 2022: Zeltia Montes - Il capo perfetto (El buen patron)
  - Fatima Al Qadiri - La abuela
  - María Cerezuela - Una donna chiamata Maixabel (Maixabel)
  - Arnau Bataller - Open Arms - La legge del mare (Mediterráneo)